# کریستوفر روفو
کریستوفر فرگوسن روفو (انگلیسی: Christopher Ferguson Rufo؛ زادهٔ ۲۶ اوت ۱۹۸۴) از فعالان محافظه‌کار آمریکایی است. روفو از اعضای پیوسته ارشد مؤسسه منهتن و همکاری کننده با مجله آن، سیتی ژورنال است.
او به‌خاطر فعالیت‌هایش علیه نظریه انتقادی نژاد شناخته شده‌است، که به گفته او، «تمام جنبه‌های دولت فدرال را فراگرفته است»، «یک تهدید وجودی برای ایالات متحده است» و ضد آمریکایی است. او فعالانه در تلاش‌های جمهوری‌خواهان برای ممنوع کردن یا محدود کردن آموزش‌ها یا سمینارهای تئوری نژاد انتقادی شرکت داشته‌است.
نظریه انتقادی نژاد این ایده را در نظر می‌گیرد که نژادپرستی در ایالات متحده نهادینه است. روفو استراتژی خود را برای مخالفت با نظریه انتقادی نژاد به عنوان سوء استفاده عمدی از این اصطلاح برای ادغام ایده‌های مختلف چپ در ارتباط با نژاد به منظور ایجاد یک ارتباط منفی توصیف کرد. به گفته روفو، «من کاملاً عمداً معنای نظریه انتقادی نژاد را در اذهان عمومی باز تعریف می‌کنم،» و آن را به‌عنوان منبعی برای بدعت نژادی جدید گسترش می‌دهم. مردم درریک بل را نمی‌خوانند، اما وقتی به بچه‌شان در کلاس اول برچسب «ستمگر» می‌زنند، این دیگر CRT است.» و «هدف این است که مردم چیزی افراطی را در روزنامه بخوانند و بلافاصله به «نظریه نژاد انتقادی» فکر کنند. '"

## زندگی شخصی
او با سوفاترا کیپ پاراویچای، تایلندی-آمریکایی که زمانی برنامه‌نویس کامپیوتر در خدمات وب آمازون بود، ازدواج کرده‌است. آنها در گیگ هاربر، واشینگتن زندگی می‌کنند.